# Philipp Carteret

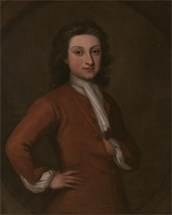
Philipp Carteret

Philipp Carteret, auch Philip Carteret; eigentlich Philip de Carteret, Seigneur of Trinity (* 22. Januar 1733 in Trinity Manor, Insel Jersey; † 21. Juli 1796 in Southampton) war ein britischer Seefahrer und Entdecker. Er reiste zwischen 1764 und 1766 unter John Byron ein erstes Mal um die Welt und umrundete unter Samuel Wallis zwischen 1766 und 1769 ein zweites Mal die Erde.

## Leben und Wirken

### Herkunft
Carteret entstammte einer Adelsfamilie auf der Insel Jersey.

### Zweite Weltumseglung (1766–1769)
Wallis begann seine Reise auf dem Schiff Dolphin, dem als Begleitung die Sloop oder Brigg Swallow mitgegeben war, die von Carteret befehligt wurde. Die Reise begann am 22. August 1766. Am 17. Dezember erreichten die Schiffe die Magellanstraße an der Südspitze Südamerikas, wo sie bis zum 11. April 1767 aufgehalten wurden. Beim Austritt aus der Straße wurden die Schiffe für immer getrennt. Die Dolphin steuerte nach Nordwesten, die Swallow segelte zur Insel Pitcairn, die Carteret für Europa entdeckte und nach einem Seekadetten der Swallow benannte. An den folgenden Tagen sichtete man drei weitere, bis dahin unbekannte Inseln im Tuamotu-Archipel: Nukutepipi, Anuanuraro und Anuanurunga.
Nach langer Fahrt gelangte man zu den Santa-Cruz-Inseln, die Carteret „Königin-Charlotte-Inseln“ nannte. Von hier aus steuerte er weiter nach Nordwesten und entdeckte am 29. August 1767 den St.-Georgs-Kanal im heutigen Bismarck-Archipel, der Neubritannien und Neuirland voneinander trennt. Carteret erkannte die Landmassen erstmals als zwei eigenständige Inseln und gab Neuirland den Namen „Nova Hibernia“ (nachdem William Dampier bereits 1700 dem westlichen Land den Namen „Nova Britannia“ gegeben hatte). Die Swallow ankerte in einer Bucht bei der Südspitze Neuirlands und Carteret nahm hier, im später verzeichneten „Carterethafen“ (Carteret's Harbour), im Namen des Königs von England vom Land Besitz. Auf seiner weiteren Fahrt entdeckte er die Insel Neuhannover und die Admiralitätsinseln. Nun steuerte er durch die Molukken hindurch, kartierte die gesamte Westküste von Celebes (Sulawesi) und kam am 15. Dezember 1767 nach Mangkassar (heute Makassar). Am 3. Juni 1768 fuhr er weiter nach Batavia und traf schließlich am 20. März 1769 wieder in Spithead in England ein.
Am 20. Februar 1769 kam es auf der Heimreise zu einer ungewöhnlichen Begegnung im Atlantik. Die französische Fregatte Boudeuse kam längsseits und schickte einen Offizier, der offenbar genaue Kenntnisse von der Fahrt der Swallow zu haben schien. Später erfuhr Carteret, dass die Boudeuse unter Kapitän Louis Antoine de Bougainville fast der gleichen Route gefolgt war. Die Boudeuse war ein schnelles Schiff und holte die Monate vorher gestartete Swallow schließlich im Atlantik ein.

### Späteres Wirken
Carterets Verdienste fanden bei der Admiralität nicht die gebührende Anerkennung. Obwohl er zum Kapitän befördert wurde, musste er jahrelang auf ein neues Kommando warten. Von einem Kommando über andere Schiffe ist nicht viel bekannt. 1779 überführte er die HMS Endymion nach etlichen Schwierigkeiten zu den Westindischen Inseln.
Philipp Carteret zog sich 1794 im Rang eines Konteradmirals aus dem aktiven Dienst zurück. Er starb am 21. Juli 1796 in Southampton im Alter von 63 Jahren und wurde dort in der All Saints’ Church beigesetzt.